# Raffaele Colamonici
Raffaele Colamonici a volte anche come Colomonici (fl. XX secolo) è stato un produttore cinematografico italiano.

## Biografia
Inizialmente attore con lo pseudonimo di Guido di San Giusto (e, in seguito, Guido Saint-Just) esordì come produttore con la Cooperativa Italiana insieme a Peppino Amato in La leggenda del Piave di Mario Negri nel 1924 che vedeva come protagonista Diomira Jacobini ed era ispirato all'omonima canzone di Giovanni Ermete Gaeta (E. A. Mario) e che avrebbe prodotto nuovamente nel 1952.
Fu definito guappo da Riccardo Freda con il quale lavorò in diverse occasioni per il suo vizio di non firmare contratti ma di lavorare sulla parola.

## Filmografia

### Produttore
- Napoli verde-blu, regia di Armando Fizzarotti (1935)
- L'ultimo scugnizzo, regia di Gennaro Righelli (1938)
- Il nemico, regia di Guglielmo Giannini (1943)
- Gli assi della risata, regia di Roberto Bianchi, Gino Talamo e Giuseppe Spirito (1943)
- Il falco rosso, regia di Carlo Ludovico Bragaglia (1949)
- Totò le mokò, regia di Carlo Ludovico Bragaglia (1949)
- Il figlio di d'Artagnan, regia di Riccardo Freda (1950)
- La bisarca, regia di Giorgio Simonelli (1950)
- La grande rinuncia, regia di Aldo Vergano (1951)
- Stasera sciopero, regia di Mario Bonnard (1951)
- Libera uscita, regia di Duilio Coletti (1951)
- I due derelitti, regia di Flavio Calzavara (1951)
- Abracadabra, regia di Max Neufeld (1952)
- Amore rosso - Marianna Sirca, regia di Aldo Vergano (1952)
- Fra' Manisco cerca guai..., regia di Armando William Tamburella (1961)

### Attore
- La leggenda del Piave, regia di Mario Negri (1924) con lo pseudonimo Guido Di San Giusto[5]
- Il signore a doppio petto, regia di Flavio Calzavara (1941) con lo pseudonimo Guido Saint-Just[6]